# Coelostegus prothales
Coelostegus prothales Carroll and Baird, 1972 è un rettile estinto, classicamente attribuito ai protorotirididi. Visse nel Carbonifero superiore (Moscoviano, circa 310 milioni di anni fa) e i suoi resti fossili sono stati ritrovati in Repubblica Ceca.

## Descrizione
Questo animale è noto solo per un esemplare incompleto, comprendente il cranio. Rispetto ad altri animali simili, come Paleothyris e Hylonomus, Coelostegus possedeva un cranio di grandi dimensioni. Nelle grandi orbite era presente un anello sclerotico. Le mascelle erano robuste e profonde, soprattutto se raffrontate a quelle degli altri rettili primitivi del Carbonifero. Le ossa frontali possedevano processi posteriori. Le vertebre e le costole erano molto più robuste rispetto a quelle di Paleothyris e Hylonomus. Il grado di ossificazione delle ossa, tuttavia, fa supporre che l'esemplare noto di Coelostegus fosse immaturo. Si suppone che la lunghezza di questo animale fosse di almeno 30 centimetri.

## Tassonomia
Coelostegus prothales venne descritto per la prima volta nel 1972, sulla base di un fossile ritrovato nel sito di Nýřany, nella formazione Kladno in Repubblica Ceca. Solitamente classificato nella famiglia dei protorotirididi (un gruppo di rettili arcaici vicini all'origine dei diapsidi), Coelostegus è stato più di recente ritenuto il più primitivo membro del clade Eureptilia, che comprende tutti i rettili esclusi gli anapsidi (Muller e Reisz, 2006). Un altro rettile arcaico proveniente dal medesimo giacimento è Brouffia.